# Pont du Kronprinz
Pour les articles homonymes, voir Kronprinz.
Le pont du Kronprinz (en allemand : Kronprinzenbrücke) est un pont franchissant la rivière Sprée entre les quartiers de Mitte et Tiergarten dans le centre-ville de Berlin en Allemagne. Situé à proximité du palais du Reichstag, le pont fut endommagé pendant la Seconde Guerre mondiale et démoli après la construction du mur de Berlin. À la suite de la réunification allemande, le nouveau pont a été conçu par l'architecte espagnol Santiago Calatrava Valls et fut inauguré en 1996.

## Structure

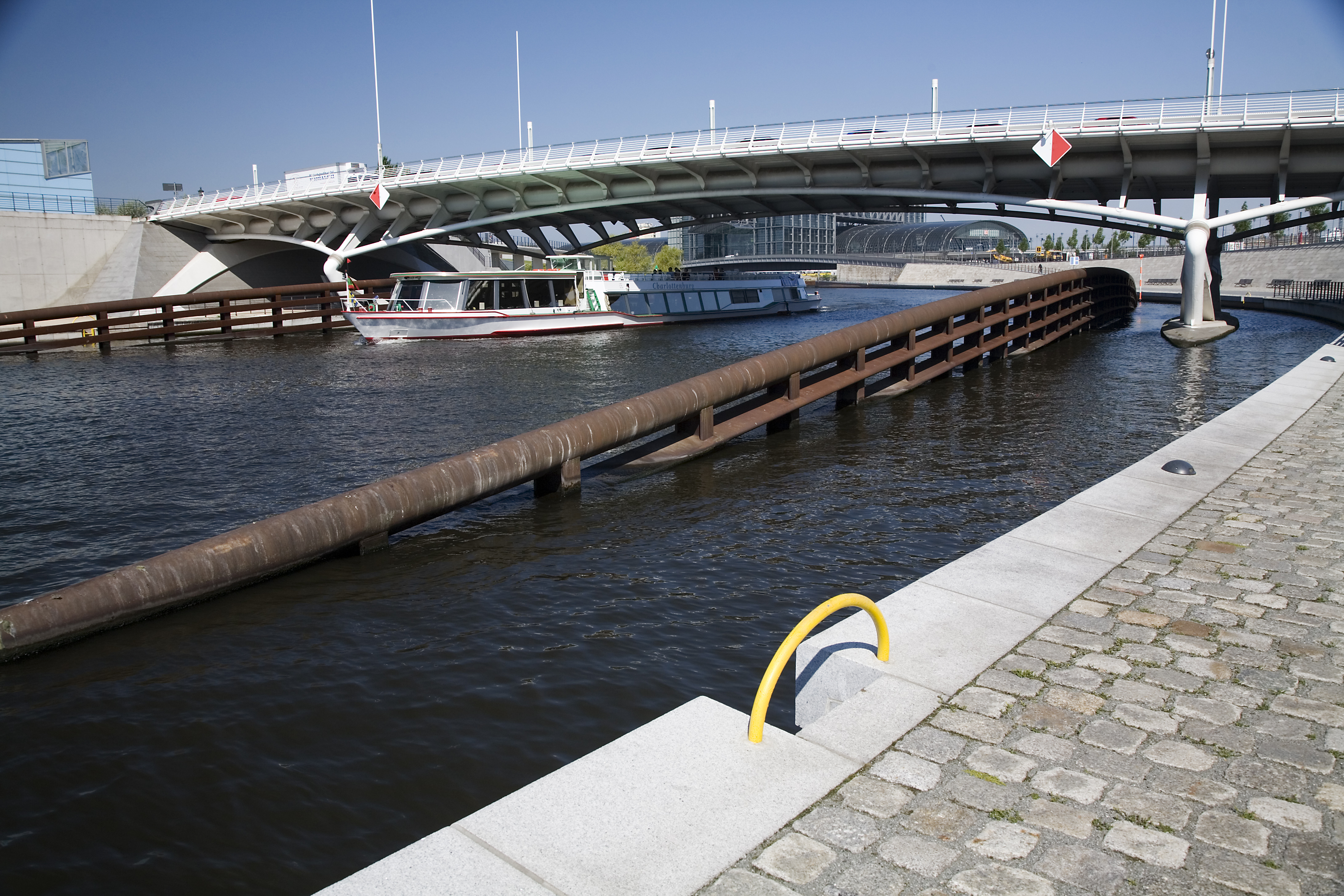
Piles-pyramide avec béquilles et arc en tubes d'acier.

Le nouveau pont du Kronprinz est un pont métallique à trois travées très élancé, d'un longueur totale de 75,22 m. Sa travée centrale a une portée de 44 m, ses travées de rive une portée de 15,61 m chacune. Le tablier est une dalle orthotrope en acier, dont les entretoises sont supportées par deux tubes raidisseurs parallèles d'un diamètre extérieur de 1 016 mm. Ces raidisseurs viennent prendre appui sur des béquilles inclinées vers l'extérieur de 2,75 m et sur un arc tubulaire d'acier incliné , d'un diamètre extérieur de 368 mm. Les piles intermédiaires, qui reprennent les tubes porteurs par des appareils d'appui à pot, sont conformées en pyramides inclinées. Les naissances des tubes sont connectées par des pièces en acier moulé. Les piles intermédiaires reposent sur des massifs en béton armé, fondés sur 24 pieux d'un diamètre de 90 mm.
Certains éléments de la construction filigrane, notamment de l'éclairage, n'avaient pas résisté à l'utilisation quotidienne et au vandalisme. De plus, on a constaté des dommages dus à la corrosion nécessitant un vaste programme d'assainissement dans un avenir proche.

## Historique
Un premier pont au site d’Unterbaum désignait une partie de la barrière d’octroi de Berlin (Zollmauer) où le cours inférieur de la Sprée quitte cette ville, comme pour l'Oberbaumbrücke à l'autre côté de la cité. C'était à l'origine, comme le nom l'indique, un tronc d'arbre, emporté vers l'an 1709 par une crue de la Spree, qui créa par la suite une retenue d'eau. Ce seuil improvisé empêchait d'ailleurs les navires qui ne s'étaient pas enregistrés à l'octroi, de pénétrer dans l'enceinte urbaine. À cette fin, la largeur restante de la Spree avait été barrée en son milieu (à l'exception d'un petit pertuis) par un barrage à aiguilles. De nuit, les autorités fermaient le pertuis en engageant le tronc, planté de gros clous en fer pour sa manutention. L'urbanisation du faubourg de Friedrich-Wilhelm-Stadt (aujourd'hui un quartier de Berlin-Mitte) s'accompagna d'une rectification du lit en amont de la rivière vers 1828.

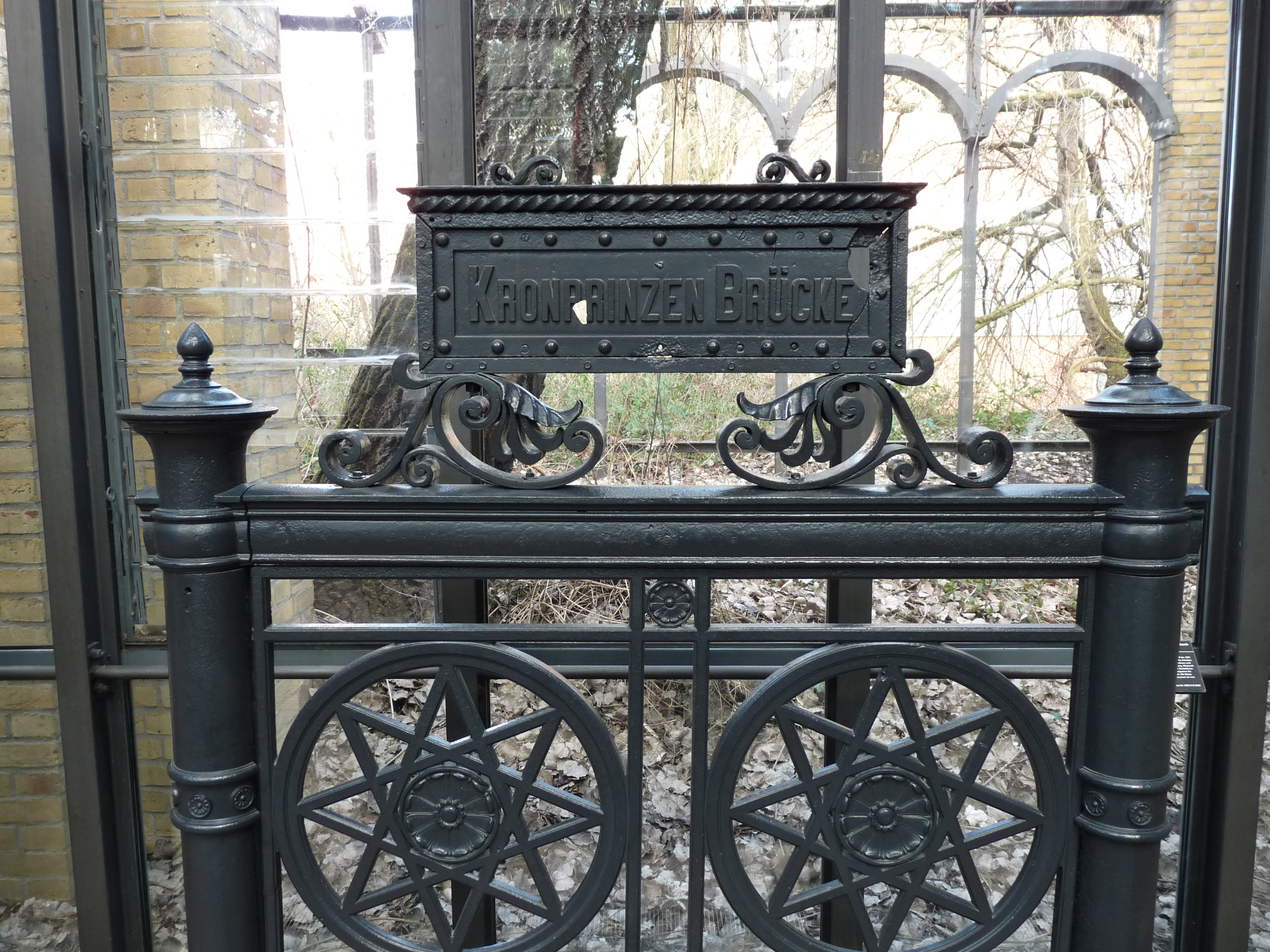
Un détail de l'ancien Kronprinzenbrücke, exposé au Musée allemand des techniques de Berlin.

Un pont permanent en fer battu fut construit dans les années 1877–1879, du nom du prince héritier (Kronprinz) Frédéric Guillaume, le futur empereur Frédéric III. Gravement endommagé pendant la Seconde Guerre mondiale, le pont se situait dans la zone Est lors de la division de la ville, directement à la limite de Berlin-Ouest. Avec la construction du mur de Berlin, le 13 août 1961, celui-ci se retrouva au milieu d'un no man's land gardé par les soldats de la RDA et ne pouvait donc plus être traversé ni depuis l'est, ni depuis l'ouest. Le pont fut démoli, enfin, en 1972.
Après la réunification allemande, la ville de Berlin organisa un concours d'architecture pour la conception d'un nouveau pont en avril 1991. L'architecte Santiago Calatrava a reçu le premier prix ; la construction, la première nouvelle passerelle entre les anciens secteurs de Berlin, dura de 1992 à 1994.